# Chłopiec z zatoki
Chłopiec z zatoki (ang. The Bay Boy) – francusko-kanadyjski dramat filmowy w reżyserii Daniela Petriego z 1984 roku. W dystrybucji francuskojęzycznej film nosi tytuł Un printemps sous la neige, zaś w edycji VHS w USA Bad Company.

## Fabuła
Główny bohater, Donald Campbell (Kiefer Sutherland) to chłopiec z katolickiej rodziny mieszkającej w Nowej Szkocji lat 30. Film opowiada o problemach i dylematach dorastania, z którymi bohater musi się zmierzyć. W górniczej osadzie panuje głód i bieda, a Donald musi zrezygnować z wielu rzeczy by pomagać swoim rodzicom. Jego życie zmienia się diametralnie, gdy poznaje pewnego homoseksualistę. Staje się świadkiem morderstwa dwojga starszych ludzi. W zabójcy rozpoznaje wysoko postawionego członka społeczności miasteczka.

## Nagrody
Film zdobył nagrody Kanadyjskiej Akademii Filmowej i Telewizyjnej "Genie Award" w 1985 r. w 6 kategoriach, m.in. dla najlepszego kanadyjskiego filmu roku; w pięciu innych był nominowany.